# ファラ語

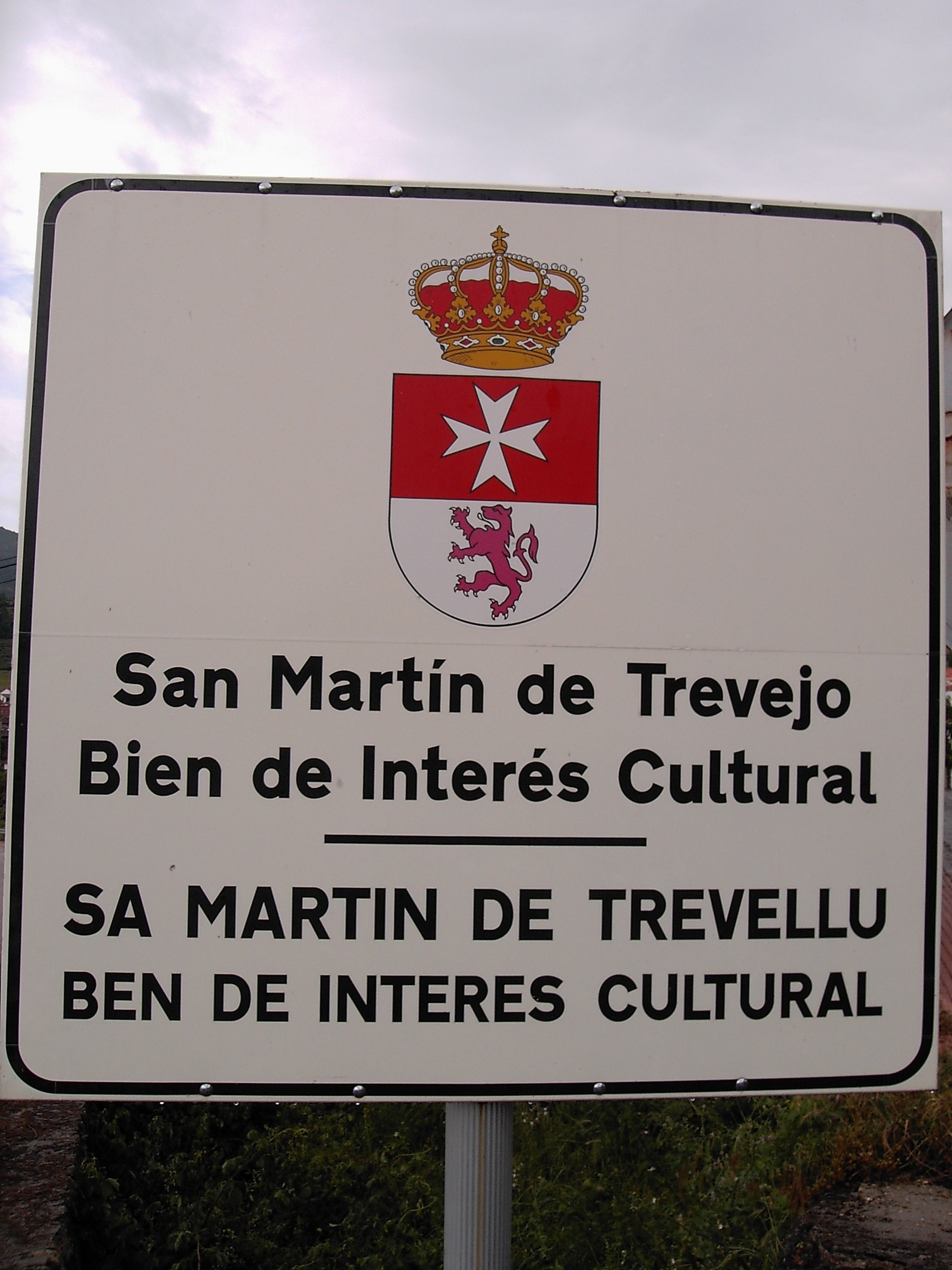
標識（スペイン語とファラ語で表示）
場所：サン・マルティン・デ・トレベホ

ファラ語（ファラご、英: Fala language）はロマンス諸語に属する言語である。ガリシア・ポルトガル語を祖語とする言語グループに属し、レオン語の特徴も持っている。話者はスペインに10,500人ほど、その内5,500人がポルトガル国境付近のエストレマドゥーラ州北西部の谷に居住する。エストレマドゥーラ州カセレス県のバルベルデ・デル・フレスノ、エルハス、サン・マルティン・デ・トレベホの町に居住する。

## 言語名別称
- A Fala de Xálima
- A Fala do Xãlima
- Galaico-Extremaduran

## 方言
- Lagarteiru
- Valvideiru
- Mañegu